# Klinštejn
Klinštejn je zaniklý hrad nedaleko České Lípy, sídlo pánů z Klinštejna. Hrad stával na Vinném vrchu u Horní Libchavy a jeho pozůstatky byly zničeny výstavbou romantického glorietu a později pavilonu s jejich přístupovými cestami. Na vrcholu kopce jsou dodnes patrné pouze relikty základů těchto novodobých staveb. Lokalita je od roku 1965 zapsána jako kulturní památka.

## Historie
Zakladatelem hradu byl příslušník jedné z větví rodu Ronovců, za jejíhož předka je považován Záviš ze Stružnice a jejíž členové se podle hradu nazývali pány z Klinštejna. Podle archeologických nálezů malované keramiky byl vrch osídlen od počátku 14. století do osmdesátých let téhož století.
První písemná zmínka o hradu pochází z roku 1339 a nachází se v predikátech členů rodu, ke kterým patřili Bohuněk a Půta z Klinštejna. Panství hradu v té době tvořily vsi Dolní Libchava, Horní Libchava, Skalice, Volfartice, Stružnice a Žandov, ale v průběhu čtrnáctého století se majetek rozdělil a většinu z něj získali jiné rody. Jediná a poslední zmínka o samotném hradu je z roku 1375. V roce 1856 byl na vrchu postaven gloriet, který byl roku 1889 nahrazen vyhlídkovým pavilonem.

## Stavební podoba

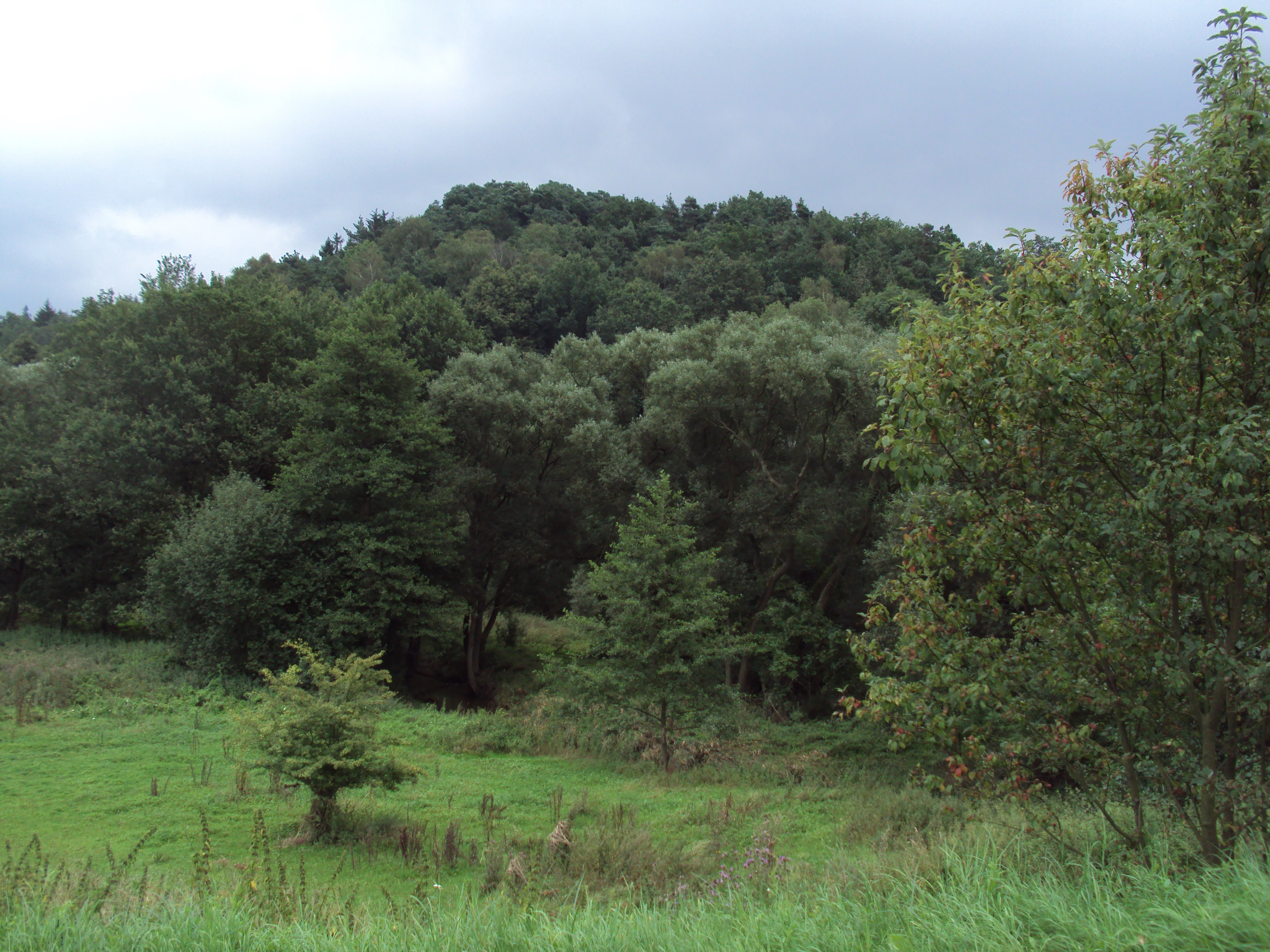
Vinný vrch zcela zarostlý

Klinštejn stával na Vinném vrchu (302 metrů), který své okolí převyšuje o čtyřicet až padesát metrů. Podobu hradu nelze vzhledem k pozdějším úpravám terénu rekonstruovat. Na základě nálezů vypálené mazanice a absence zděných konstrukcí se předpokládá, že hlavním stavebním materiálem bylo dřevo.
Podle pověsti existovala spojovací chodba mezi hradem a zámkem v Horní Libchavě, která dokonce pokračovala až do České Lípy.

## Přístup
Vinný vrch s Klinštejnem stojí na jihovýchodním okraji Horní Libchavy naproti tamějšímu zámku. Přímo na něj nevede žádná turisticky značená trasa, ale okolo zámku prochází žlutě značená trasa z Dolní Libchavy do Nového Boru.